# Astronesthes gibbsi
Astronesthes gibbsi is een  straalvinnige vissensoort uit de familie van Stomiidae. De wetenschappelijke naam van de soort is voor het eerst geldig gepubliceerd in 1992 door Borodulina.